# Hippopsis lineolatus
Hippopsis lineolatus là một loài bọ cánh cứng trong họ Cerambycidae.